# Bajulmati
Bajulmati is een bestuurslaag in het regentschap Banyuwangi van de provincie Oost-Java, Indonesië. Bajulmati telt 8483 inwoners (volkstelling 2010).